# Amphidasya intermedia
Amphidasya intermedia är en måreväxtart som beskrevs av Julian Alfred Steyermark. Amphidasya intermedia ingår i släktet Amphidasya och familjen måreväxter.
Artens utbredningsområde är Colombia. Inga underarter finns listade i Catalogue of Life.